# Sojuz (raketa)
Sojuz (rusko Союз – zveza, GRAU indeks 11A511) je družina raket za enkratno uporabo. Razvil jo je konstrukcijski biro OKB-1, izdeloval pa CSKB-Progres v Samari, Rusija. Sojuz je sicer tudi vesoljsko plovilo, ki se ga izstreljuje s to istoimensko raketo. Po trditvi Evropske vesoljske agencije je Sojuz najbolj številčno uporabljana vesoljska raketa. Od upokojitve Space Shuttla leta 2011, pa do leta 2020, ko je vesoljsko vozilo Dragon podjetja SpaceX poneslo posadko na Mednarodno vesoljsko postajo so bile rakete Sojuz edini način za prevažanje človeške posadke.  
Sojuz se uporablja za izstrelitev človeških posadk z istoimenskih vesoljskim plovilom Sojuz. Rakete Sojuz se izstreljuje večinoma iz Bajkonurja in kozmodroma Pleseck, v zadnjih letih pa tudi iz izstrelišča Kouorou v Francoski Gvajani. Slednji je bližje ekvatorju, kjer je hitrost rotacije večja, kar omogoča izstrelitev precej večjega tovora na vzhod orientirane orbite.
Vsi Sojuzi uporabljajo za gorivo kerozin (RP-1) in tekoči kisik, izjema je le Sojuz-U2, ki je uporabljal Syntin (varianta RP-1) in tekoči kisik. 
Sojuz je razvit iz rakete R-7 "Semjorka", ki mu je po izgledu precej podobna. 
Raketo so uvedli leta 1966, izhajala je iz rakete Vostok (rusko: vzhod), ki je oblikovno izhajala iz memdcelinske balistične rakete 8K74 "R-7". Sprva je bil tristopenjska raketa z zgornjo stopnjo Blok I. Pozneje je bila na različici Molnija dodana četrta stopnja za doseg visokoeliptične orbite molnija. Pozneje se je pojavila tudi različica Sojuz-U.
Proizvodnja je na vrhuncu v osemdesetih letih znašala šestdeset raket letno. Sojuz je postal najbolj številčno uporabljana raketa z več kot 1700 izstrelitvami, precej več kot druge rakete. Dizajn je zelo star, vendar zanesljiv in poceni.
V devetdesetih letih so predelali Sojuz z zgornjo stopnjo Fregat. Motor za Fregat je razvil NPO Lavočkin iz potisnega modula na medplanetarni sondi Fobos.

## Različice
- Sojuz 11A511 (1966-1975)
- Sojuz-L 11A511L (1970-1971)
- Sojuz-M 11A511M (1971-1976)
- Sojuz-U 11A511U (1973-sedanjost)
- Sojuz-U2 11A511U2 ali 11A511K  (1982-1995)
- Sojuz-FG 11A511U-FG (2001-sedanjost)
- Sojuz-2 14A14 (2006-sedanjost)

## Značilnosti

### Prva stopnja
Prva stopnja ima štiri identične konusne potisnike na tekoče gorivo. Vsak potisnik ima svoj raketni motor s turbočrpalko, štiri zgorevalne komore, in štiri potisne šobe in dve manjši potisni šobi za usmerjanje (krmiljenje)
Vsak potisnik:
- Masa: 44,5 t
- Gorivo: 39,2 t
- Masa brez goriva: 3 784 kg
- Premer: 2,68 m (8 ft 10 in)
- Dolžina: 19,6 m (64 ft 4 in)
- Čas delovanja: 118 s
- Motorji:
  - Sojuz in Sojuz-U modeli
    - RD-107
      - Potisk 813 kN (183 klbf) pri vzletu
      - Potisk 991 kN (223 klbf) v vakuumu
      - Specifični impulz 245 s ob vzletu; 310 s v vakuumu
      - Pritisk v zgorevalni komori: 5,85 MPa (848 psi)

  - Sojuz-ST modeli
    - RD-117 (11D511)
      - Potisk 838 kN (188 klbf)  ob vzletu
      - Potisk 1021 kN (230 klbf) v vakuumu
      - Specifični impulz 245 s ob vzletu; 310 s v vakuumu
      - Pritisk v zgorevalni komori: 5,85 MPa (848 psi)

  - Sojuz-FG
    - RD-117A (14D22)
      - Potisk 775 kN (174 klbf) ob vzletu
      - Specifični impulz 320,2 v vakuumu

### Druga stopnja
Druga stopnja je po navadi okrogla z enim motorjem. Kot prva stopnja ima motor ima štiri zgorevalne komore in štiri potisne šobe in turbočrpalko. Ima pa štiri manjše potisne šobe za usmerjanje (ang. vernier thruster).
- Masa: 105,4 ton
- Gorivo:  95,4 ton
- Gorivo: (Sojuz-U2 z Syntinom): 96,4 t
- Masa brez goriva:  6 875 kg
- Dolžina: 28 m (91 ft 10 in)
- Premer:  2,95 m (9 ft 8 in)
- Čas delovanja: 290 s
- Motorji:
  - Sojuz in Sojuz-U modeli
    - RD-108
      - Potisk 779 kN (175 klbf) ob vzletu
      - Potisk 997 kN (224 klbf) v vakuumu
      - Specifični impulz 264 s ob vzletu; 311 s v vakuumu
      - Pritisk v zgorevalni komori: 5,1 MPa (740 psi)

  - Sojuz-U2 modeli z Syntin gorivom
    - RD-108
      - Potisk 811 kN (182 klbf) ob vzletu
      - Potisk 1009 kN (227 klbf) v vakuumu
      - Specifični impulz 264 s ob vzletu; 311 s v vakuumu
      - Pritisk v zgorevalni komori: 5,1 MPa (740 psi)

  - Sojuz-ST modeli
    - RD-118 (11D512)
      - Potisk 792 kN (178 klbf) ob vzletu
      - Potisk 990 kN (222 klbf) v vakuumu
      - Specifični impulz 264 s ob vzletu; 311 s v vakuumu
      - Pritisk v zgorevalni komori: 5,85 MPa (848 psi)

### Tretja stopnja
Uporablja se dve različni tretji stopnji (tudi zgornja stopnja) Blok I in izboljšan Blok-I (na Sojuz-2-1b).
- Masa: 25,2 t
- Gorivo: 21,4-22,9 t
- Masa brez goriva: 2355 kg
- Dolžina:  6,7 m (22 ft 0 in)
- Premer: 2,66 m (8 ft 9 in)
- Čas delovanja: 240 s
- Motor:
  - Blok I
    - RD-0110
    - Potisk 298 kN (67,0 klbf)
    - Specifični impulz 330 s
    - Pritisk v zgorevalni komori: 6,8 MPa (986 psi)

  - Izboljšan Blok I
    - RD-0124 (11D451)
    - Potisk 294 kN (66 klbf)
    - Specifični impulz 359 s
    - Pritisk v zgorevalni komori: 16,2 MPa (2350 psi)